# Helicopsyche torino
Helicopsyche torino là một loài Trichoptera trong họ Helicopsychidae. Chúng phân bố ở miền Australasia.